# Tongari Bōshi no Atelier
Tongari Bōshi no Atelier (とんがり帽子のアトリエ?), publicado en español con el título Atelier of Witch Hat, es una serie de manga escrita e ilustrada por Kamome Shirahama. Ha sido serializado en la revista mensual Gekkan Morning Two de la editorial Kōdansha desde julio de 2016, siendo compilado en catorce volúmenes tankōbon hasta la fecha. La trama principal de la serie sigue a una entusiasta aspirante a hechicera llamada Coco en su búsqueda por dominar la magia para poder salvar la vida de su madre mientras cumple su sueño de dedicarse a ser una practicante de magia. Ha sido galardonado con numerosos premios, destacando el Eisner y el Harvey, y llegado 2022 había vendido más de cuatro millones y medio de ejemplares.
Una adaptación de la serie de televisión de anime producida por BUG FILMS se estrenará en 2025. Una serie derivada, Witch Hat Atelier Kitchen, comenzó en Morning Two en noviembre de 2019.

## Argumento
Coco es una niña de origen humilde e hija de una costurera en una aldea ordinaria, que sueña con convertirse en una hechicera pese a su carencia de habilidad mágica innata. Un día luego de conocer a un joven mago llamado Qifrey y al atestiguar como el realiza un hechizo, Coco descubre que la magia se práctica a partir de dibujar con tinta mágica runas mágicas que manifiestan la magia, lo que quiere decir que cualquiera puede ser un hechicero. Sin embargo cuando ella decide practicar hechizos sin supervisión y utilizando un libro que le fue vendido por un misterioso mago, Coco convierte por accidente a su madre en piedra y logra salvarse por poco de ser afectada del hechizo por intervención de Qifrey.
Como el mago ve en la niña un potencial en la hechicería y una oportunidad de rastrear a un misterioso culto, decide acogerla como una aprendiz para enseñarle a dominar la magia y juntos descubrir una manera de deshacer el hechizo de petrificación. De manera que Coco tiene la oportunidad de convertirse en una hechicera y salvar a su madre.

## Contenido de la obra

### Manga
Escrita e ilustrada por Kamome Shirahama, Witch Hat Atelier comenzó en Kodansha en su segmento Monthly Morning Two el 22 de julio del 2016. Hasta 2020 Kodansha ha recopilado sus capítulos en volúmenes tankōbon. Su primer volumen se publicó el 23 de enero del 2017. Mientras que para el 22 de febrero de 2024 se han recopilado catorce volúmenes de la serie.
Para occidente, Kodansha USA anunció la adquisición de los derechos de la serie en 2018. Iniciando la distribución del mismo el 9 de abril de 2019 en los Estados Unidos. Para el mercado Latinoamericano, la editorial Panini Cómics inició la publicación del mismo a partir de marzo de 2020.
Dado a su buen recibimiento, la serie ha confirmado una serie derivada titulada Witch Hat Kitchen (とんがり帽子のキッチン Tongari Bōshi no Kitchin?), escrita e ilustrada por Hiromi Satō, iniciando en Monthly Morning Two el 22 de noviembre de 2019. Su primer  tankōbon se publicó el 22 de mayo de 2020.

### Anime
En abril de 2022 se anunció que la serie recibirá una adaptación al anime. Más tarde se reveló que sería una serie de televisión producida por BUG FILMS y dirigida por Ayumu Watanabe, con Hiroaki Kojima como productor, Kairi Unabara como diseñadora de personajes y Yuka Kitamura como compositor. La serie se estrenará en 2025. Crunchyroll obtuvo la licencia de la serie fuera de Asia.